# Governatori romani della Tarraconense

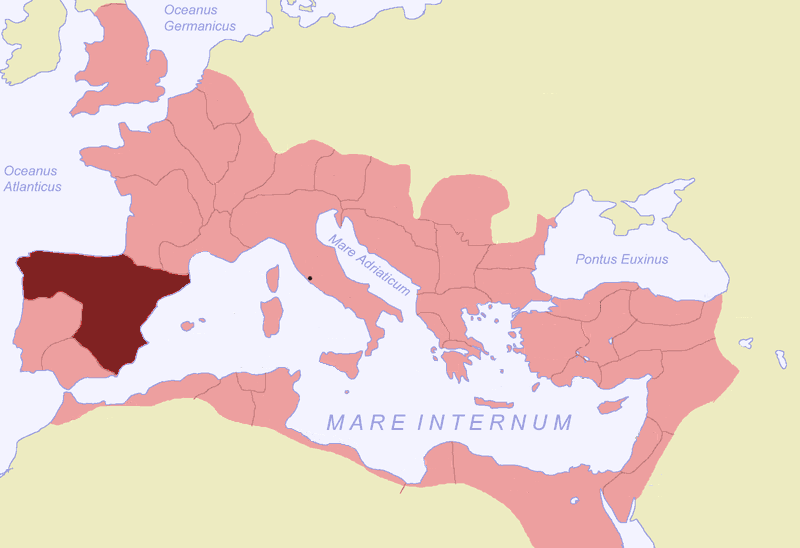
La provincia (in rosso scuro) all'interno dell'impero romano (ca. 125 d.C.)

Questa è la lista dei governatori della provincia romana di Spagna Tarraconense.

## La provincia
La provincia di Hispania Tarraconensis fu istituita, insieme alle altre due province spagnole di Baetica e Lusitania, da Augusto nella riorganizzazione provinciale compiuta nel 27 a.C. probabilmente sulla base della tripartizione operata da Pompeo Magno tra i suoi legati dopo che al generale fu assegnato, negli accordi del primo triumvirato (60 a.C.), il governo della penisola iberica. Dopo lunghe e sanguinose lotte con i popoli pre-romani del territorio (Cantabri, Galleci, Asturi), che infuriarono tra 27 e 19 a.C. e a cui presero parte lo stesso Augusto, il fedele Agrippa, i giovani Marcello e Tiberio (come tribuni militum) e naturalmente i governatori delle province ispaniche, la provincia fu finalmente pacificata, nonostante piccole scaramucce ancora intorno alla metà del I secolo d.C. Verosimilmente dopo il giro delle province compiuto da Augusto tra 16 e 13 a.C., le province ispaniche subirono un riassetto territoriale e amministrativo: la Tarraconense inglobò le zone dell'attuale Portogallo settentrionale dalla Lusitania e l'area mineraria nei pressi della moderna Linares, un tempo parte della Betica, ma soprattutto la Tarraconense divenne ora sede di tutte le forze militari della penisola, costituite da tre legioni e numerose unità ausiliarie. La capitale della provincia era la colonia di Tarraco (Tarragona). La Tarraconense rimase, proprio a causa della presenza di truppe militari, una provincia imperiale sin dalla sua istituzione nel 27 a.C., governata per conto dell'imperatore da un legatus Augusti pro praetore di rango consolare, sotto cui operavano i legati iuridici di nomina imperiale dei sette conventus in cui era divisa la provincia (Tarraconensis, Carthaginensis, Caesaraugustanus, Cluniensis, Asturum, Lucensis, Bracarum). Al fianco del legatus, a gestire l'amministrazione fiscale della provincia vi era il procurator Augusti, nominato tra le file dell'ordine equestre e dipendente direttamente dall'imperatore, e in seguito anche il procurator metallorum, liberto imperiale che supervisionava l'attività mineraria della provincia.

## Lista di governatori romani fino a Diocleziano
La lista si basa principalmente su Géza Alföldy, Fasti Hispanienses. Senatorische Reichsbeamte und Offiziere in den spanischen Provinzen des Römischen Reiches von Augustus bis Diokletian, Wiesbaden, Franz Steiner Verlag, 1969, pp. 3-66.
| Anni                                   | Nome | Fonti | Note                                                                  |
| -------------------------------------- | --- | --- | --------------------------------------------------------------------- |
| 27-24 a.C.                             | Gaio Antistio Vetere | Velleio, Storia romana, II, 90, 4; Floro, Epitome, II, 33; Cassio Dione, Storia Romana, LIII, 25, 7; Orosio, Historiae, VI, 21, 6                                                 | console suffetto 30 a.C.                                              |
| 24-22 a.C.                             | Lucio Elio Lamia | CIL VI, 41036; CIL VI, 41038; Cassio Dione, Storia Romana, LIII, 29, 1-2; Cassiodoro, Chronica, s.a. 730                                                                          | di rango pretorio (probabilmente a causa della mancanza di consolari) |
| 22-19 a.C.                             | Gaio Furnio | Floro, Epitome, II, 33; Cassio Dione, Storia Romana, LIV, 5, 1-2; Orosio, Historiae, VI, 21, 6                                                                                    | di rango pretorio (probabilmente a causa della mancanza di consolari) |
| 19-16 a.C.                             | Publio Silio Nerva | CIL II, 3414; Velleio, Storia romana, II, 90, 4 | console ordinario 20 a.C.                                             |
| 13-10 a.C.                             | Marco Licinio Crasso Frugi | AE 1957, 317; CIL II, 4364;AE 1948, 90 | console ordinario 14 a.C.                                             |
| 4-1 a.C. ?                             | Paolo Fabio Massimo | CIL II, 2581; AE 1993, 1030; ILS 8895 | console ordinario 11 a.C.                                             |
| ca. 9-10 d.C.                          | Gneo Calpurnio Pisone | CIL II, 2703; Tacito, Annali, III, 12-13 | console ordinario 7 a.C.                                              |
| 10/12-14 d.C. o più                    | Marco Emilio Lepido | CIL II, 2820; Velleio, Storia romana, II, 125, 5 | console ordinario 6 d.C.                                              |
| 23-37 ?                                | Lucio Arrunzio | Tacito, Historiae, II, 65; Tacito, Annali, I, 80; VI, 27; Svetonio, Tiberio, 63; Cassio Dione, Storia Romana, LVIII, 8, 3                                                         | console ordinario 6 d.C.                                              |
| 40-41 ?                                | Gaio Appio Giunio Silano | Cassio Dione, Storia Romana, LX, 14, 2-3 | console ordinario 28 d.C.                                             |
| 60-68                                  | Lucio Livio Ocella Servio Sulpicio Galba                                                                                        | Tacito, Historiae, I, 49; Svetonio, Galba, 8-9; Plutarco, Galba, 3; Cassio Dione, Storia Romana, LXIII, 23, 1; Aurelio Vittore, de Caesaribus, V, 15; Epitome de Caesaribus, V, 6 | console ordinario 33 d.C., imperatore 68-gennaio 69                   |
| 68-69                                  | Cluvio Rufo | Tacito, Historiae, I, 8; I, 76; II, 58; II, 65; IV, 39; Plutarco, Otone, 3, 2 | console suffetto ante 65 d.C.                                         |
| 70-73 ?                                | Tito Plauzio Silvano Eliano | CIL XIV, 3608 = ILS 986; CIL II, 4508 | console suffetto 45 d.C.                                              |
| 73-75 ?                                | Quinto Vibio Crispo | AE 1939, 60 | legatus Augusti pro praetore in censibus accipiendis                  |
| ca. 75-78                              | Tito Aurelio Fulvo | AE 1952, 122 | ornamenta consularia 69 d.C.                                          |
| 78-81 ?                                | Gaio Calpetano Ranzio Quirinale Valerio Festo                                                                                   | CIL V, 531 = ILS 989; CIL II, 2477 = ILS 254; CIL II, 4838 = ILS 5833 | console suffetto 71 d.C.                                              |
| 81-84 ?                                | Marco Arrecino Clemente | AE 1947, 40 | console suffetto 73 d.C.                                              |
| ca. 100-103                            | Aulo Cornelio Palma Frontoniano                                                                                                 | Marziale, Epigrammi, XII, 9 | console ordinario 99 d.C.                                             |
| ultimi anni di Traiano ?               | ignotus | CIL III, 10804 | consolare                                                             |
| ca. 133                                | Giunio Omullo | CIL XII, 3168 = ILS 2404; CIL II, 3415 | console suffetto ca. 130 d.C.                                         |
| ?-145                                  | Cornelio Prisciano | AE 1936, 98; Historia Augusta, Antonino Pio, 7, 4 | console suffetto ante                                                 |
| tra 145 e 161 (forse 155-161)          | Lucio Venuleio Aproniano Ottavio Prisco                                                                                         | CIL XI, 1432 | console suffetto ca. 140/144 d.C.                                     |
| ca. 161-164                            | Lucio Ottavio Cornelio Salvio Giuliano Emiliano                                                                                 | CIL VIII, 24094 = ILS 8973 | console ordinario 148 d.C.                                            |
| ca. 164-167                            | Tito Pomponio Proculo Vitrasio Pollione                                                                                         | CIL VI, 1540 = ILS 1112; CIL II, 5679 = ILS 1113; CIL XII, 361 = ILS 1114 | console suffetto ca. 150 d.C.                                         |
| 171-172 o più                          | Gaio Aufidio Vittorino Mulvio [---] Marcellino Resio Pel[---] Numisio Rufo Arrio Paolino (?) Camillo (?) Giustino Cocceio Gallo | AE 1934, 155 = AE 1957, 121 | console suffetto 155 d.C.                                             |
| 192-197 ?                              | Lucio Novio Rufo | CIL II, 4125 | console suffetto 186 d.C. ?                                           |
| 197-199 ?                              | Tiberio Claudio Candido | CIL II, 4114 = ILS 1140 | console suffetto ca. 196 d.C.                                         |
| ca. 199-202 o 205-208                  | Tito Flavio Tiziano | CIL II, 4118; CIL II, 4076 = ILS 2297 | console suffetto ante                                                 |
| ca. 199-202 o 205-208                  | Marco Mecio Probo | CIL II, 4124; Digesto, XLVIII, 22, 7, 10 | console suffetto ante                                                 |
| ca. 202-205                            | Quinto Edio Rufo Lolliano Genziano                                                                                              | CIL II, 4121 = ILS 1145; CIL II, 4122 | console suffetto ca. 186 d.C.                                         |
| ca. 208-211                            | Marco Nummio Umbrio Primo Senecione Albino                                                                                      | CIL II, 3741; CIL V, 4347 = ILS 1149 | console ordinario 206 d.C.                                            |
| ca. 214-217                            | Gaio Giulio Cereale | CIL II, 2661 = ILS 1157; CIL II, 5680 | probabilmente unico legatus della provincia di Hispania nova citerior |
| sotto Elagabalo ?                      | Gaio Giunio Faustino Placido Postumiano                                                                                         | CIL VIII, 11763; CIL VIII, 597 | console suffetto ca. 204 d.C.                                         |
| sotto Severo Alessandro                | Quinto Atrio Clonio | CIL II, 4111 = ILS 1176 | console suffetto sotto Caracalla                                      |
| ultimi anni di Severo Alessandro       | (Tiberio Giulio ?) Pollieno Auspice                                                                                             | IGR III, 618 = ILS 8841 | console suffetto tra 212 e 222 d.C.                                   |
| 235-238 ?                              | Gaio Messio Quinto Decio Valeriano                                                                                              | CIL II, 4756 = ILS 490; CIL II, 4816 | console suffetto ante                                                 |
| 238-241 ?                              | Rutilio Pudente Crispino | AE 1929, 158 | console suffetto ca. 234/235 d.C.                                     |
| ca. 241-244                            | Lucio Domizio Gallicano Papiniano                                                                                               | CIL II, 4115; AE 1918, 90 | console suffetto poco prima del 238 d.C.                              |
| fine II secolo o prima metà III secolo | [---] Emiliano [---]ore | CIL XIII, 8150 | console suffetto ante                                                 |
| 259                                    | [---] Emiliano | Acta martyrum2 pp. 264ss. (Ruinart 1859); Prudenzio, De coronis, 6, 34 | consolare                                                             |
| 283                                    | Marco Aurelio Valentiniano | CIL II, 4102 = ILS 599; CIL II, 4103; CIL III, 3418 | console suffetto ante                                                 |
| III secolo                             | ignotus | CIL II, 4133 |                                                                       |